# Mathias Gasteiger

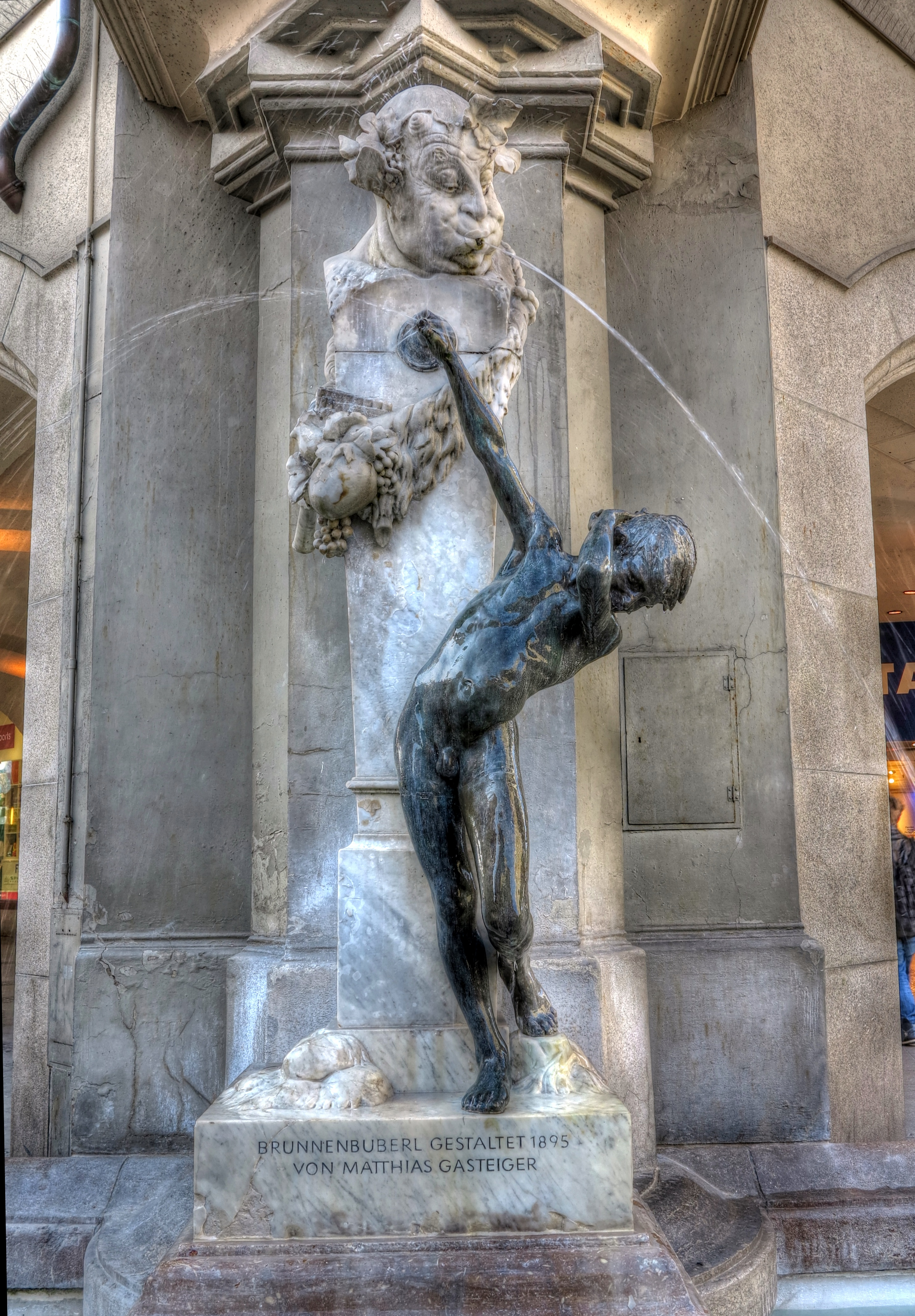
Eines der zahlreichen Brunnenbuberl von Gasteiger; hier: Neuhauser Str. in München von 1895

Mathias Gasteiger auch: Matthias Gasteiger (* 24. Juni 1871 in München; † 7. Juli 1934 ebenda) war ein deutscher Bildhauer, Zeichner und Unternehmer.

## Leben und künstlerisches Wirken
Gasteigers Vorfahren lebten als Bauern im Pustertal. Er absolvierte eine Bildhauerlehre bei Victor Tilgner in Wien, als dieser gerade das Mozartdenkmal im Wiener Burggarten aus Laaser Marmor schuf. Nach einem Studium an der Münchner Kunstakademie bei Syrius Eberle richtete sich Mathias Gasteiger in Schwabing ein Atelier ein. Neben seiner künstlerischen Tätigkeit unterrichtete er ab 1896 im Sommer (zusammen mit Julius Exter) in einer eigenen Maler- und Bildhauerschule im Schloss Deutenhofen bei Dachau, wo er regen Kontakt mit den dortigen Künstlern wie z. B. Adolf Hölzel und Ludwig Dill pflegte. In seiner Maler- und Bildhauerschule lernte er seine spätere Ehefrau kennen, die 1877 in Lübeck geborene Anna Karolina Sophie Meyer, die sich als Anna Gasteiger insbesondere als Blumenmalerin einen Namen machte.

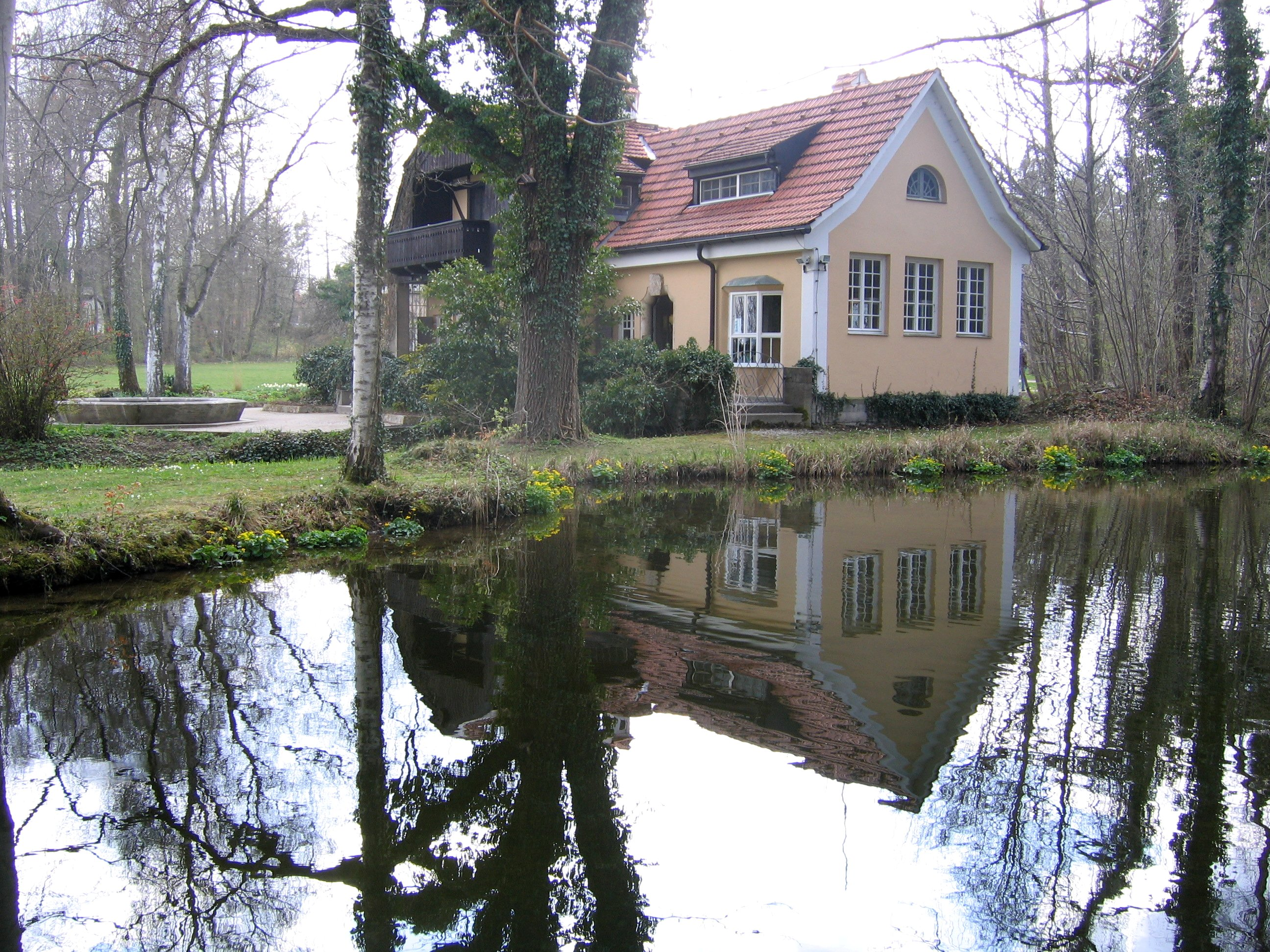
Künstlerhaus Gasteiger in Holzhausen

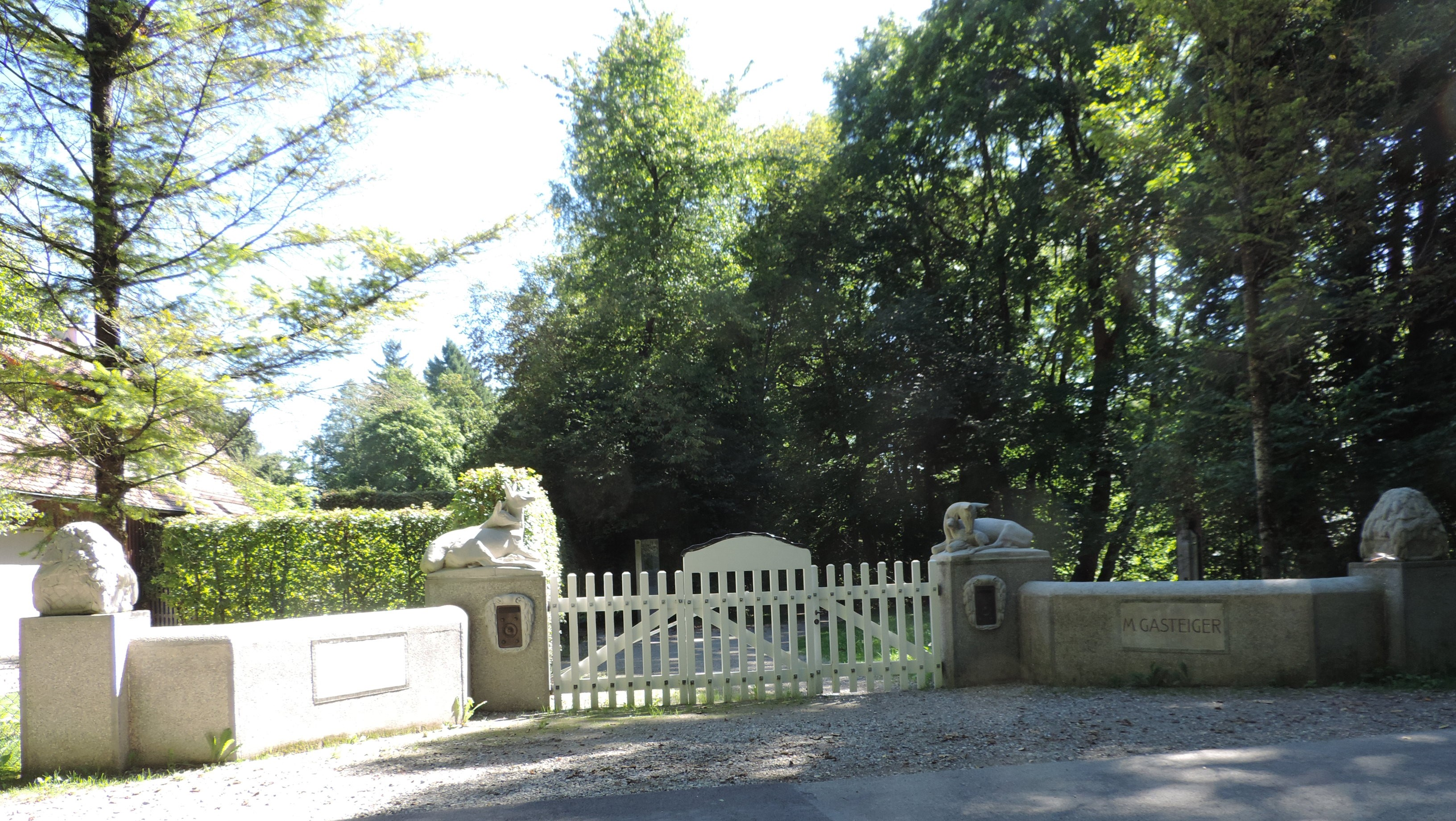
Eingangspforte an Gasteigers Haus in Holzhausen am Ammersee

1902 übersiedelte das Ehepaar Gasteiger nach Holzhausen am Ammersee, wo sich die Künstlervereinigung Die Scholle um sie gruppierte. Zu ihr gehörten z. B. Fritz Erler, Walter Georgi, Adolf Münzer, Leo Putz und Eduard Thöny. Mathias und Anna Gasteiger waren die ersten, die sich am Westufer des Ammersees mit Sichtachse zum Kloster Andechs ein Haus bauten; Holzhausen als Künstlerkolonie ist somit ihre Entdeckung. Im Künstlerhaus, das von einem Landschaftspark umgeben und der Öffentlichkeit zugänglich ist, befindet sich heute ein Museum. Das in über zehn Jahren entstandene Ensemble mit den auf dem Gelände verstreuten Wirtschaftsgebäuden ist einzigartig für den Münchner Jugendstil. Die Bauernstube im Künstlerhaus ist ein beliebter Ort für standesamtliche Trauungen.
Zeitgleich mit der Ansiedelung in Holzhausen verlegte das Künstlerehepaar seinen Münchner (Haupt-)Wohnsitz in den Stadtteil Gern. Dort waren sie gesellschaftlicher Mittelpunkt der Gerner Künstlerprominenz und schufen Verbindungen zwischen den Künstlerkolonien Dachau, Gern und Holzhausen.
Gasteiger war Besitzer von Steinbrüchen in Franken und in Laas (Südtirol). Er war maßgebend an der Entwicklung von Anlagen zum Abbau und Transport des Laaser Marmors beteiligt.
Mathias Gasteiger schuf für München mehrere Plastiken. Seine Brunnengruppe Satyrherme mit Knabe, in Volksmund Brunnenbuberl genannt, sorgte seinerzeit für einen handfesten Skandal um den unstilisiert nackerten Buam. Prinzregent Luitpold hatte den Künstler persönlich um ein Feigenblatt für den unbedeckten Knaben gebeten, doch der Wunsch blieb unerhört.
Das Grab von Mathias Gasteiger und seiner Frau befindet sich auf dem Friedhof der Kirche St. Ulrich in Holzhausen.

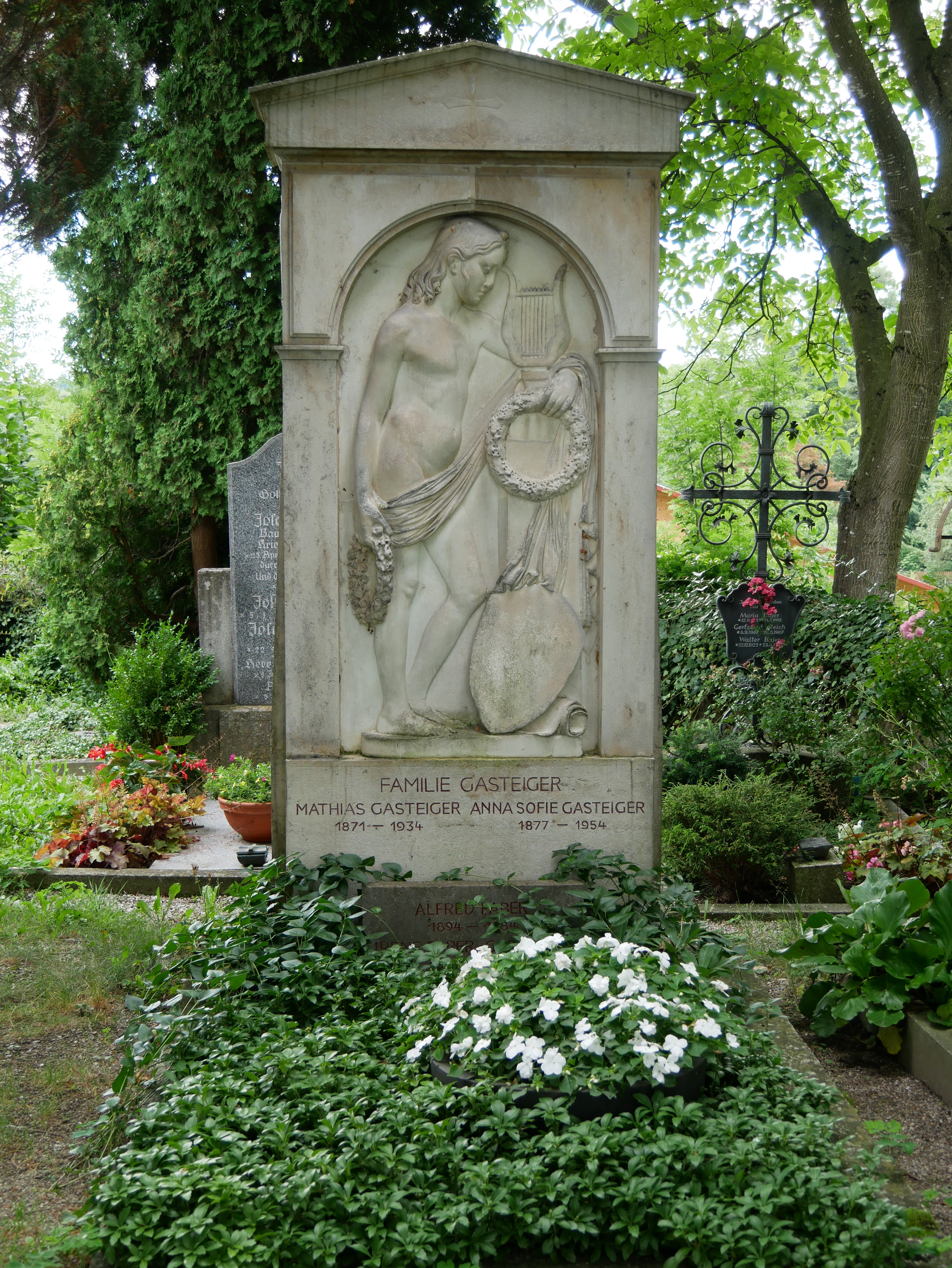
Grab von Mathias Gasteiger und Anna Gasteiger

## Auszeichnung
1893: Goldmedaille auf der Großen Kunstausstellung in Berlin

## Werke (Auswahl)
- Satyrherme mit Knabe[4]
- Dianabrunnen[5]
- Reiterstandbild auf der Rennbahn in München-Riem
- Bayerischer Soldat in Bronze (1914), Größe 48,5 cm
- Pferdebändiger[6]
- Gartenpforte Holzhausen Ammersee